# Larocque-Lapierre

Larocque-Lapierre est une émission de télévision politique québécoise diffusée entre le 13 juin 2004 et le 28 avril 2013 sur le réseau TVA, animée par Paul Larocque et Michel C. Auger de 2004 au printemps 2006 sous le titre Larocque-Auger, puis du printemps 2007 à 2013 avec Jean Lapierre sous son titre actuel.

## Résumé
Tous les dimanches à 12 h 30 après le TVA midi, le journaliste Paul Larocque et l'ancien ministre Jean Lapierre y recevaient des politiciens et discutent de l'actualité politique québécoise et fédéral.

## Production
Auparavant, Michel C. Auger animait cette émission avec Paul Larocque. Ce dernier a animé seul les deux dernières émissions au printemps 2006 lorsqu'Auger a annoncé à ses patrons de Québecor qu'il quittait le Journal de Montréal et TVA pour travailler pour le journal Le Soleil. Il est par la suite accepté un poste de correspondant de la Télévision de Radio-Canada à Washington. Larocque a co-animé le TVA 17 h.
À l'hiver 2007, TVA engage Jean Lapierre. L'émission ne revient pas à l'automne 2014.